# Ombrax

Ombrax est une revue petit format publiée par les Éditions Lug de février 1966 à mars 1986 sur 242 numéros. De nombreuses couvertures furent créées par Jean Frisano.
La revue publia surtout la série Ombrax (Alan Mistero (it) en Italie), les aventures d’un personnage créé par le trio italien Giovanni Sinchetto (it)-Dario Guzzon (it)-Pietro Sartoris (it) (studio EsseGesse), à qui l'on doit aussi Blek le roc et Capt'ain Swing. À partir du n°211 jusqu'à la fin, c'est Martin Mystère d'Alfredo Castelli et Giancarlo Alessandrini qui prend la suite.
Au n°243, la revue change de formule pour devenir Ombrax-Saga, avec un format plus grand et un contenu composé de super-héros Marvel. Elle s'arrêta au n°258, en juillet 1987.
Il y eut 66 recueils, dont les 43 premiers (ainsi que le dernier) contenaient quatre fascicules, tandis que les autres n'en avaient que trois.
Parmi les personnages secondaires, il y eut Bob Lance de Luciano Bernasconi (it).